# Lucio Pomponio

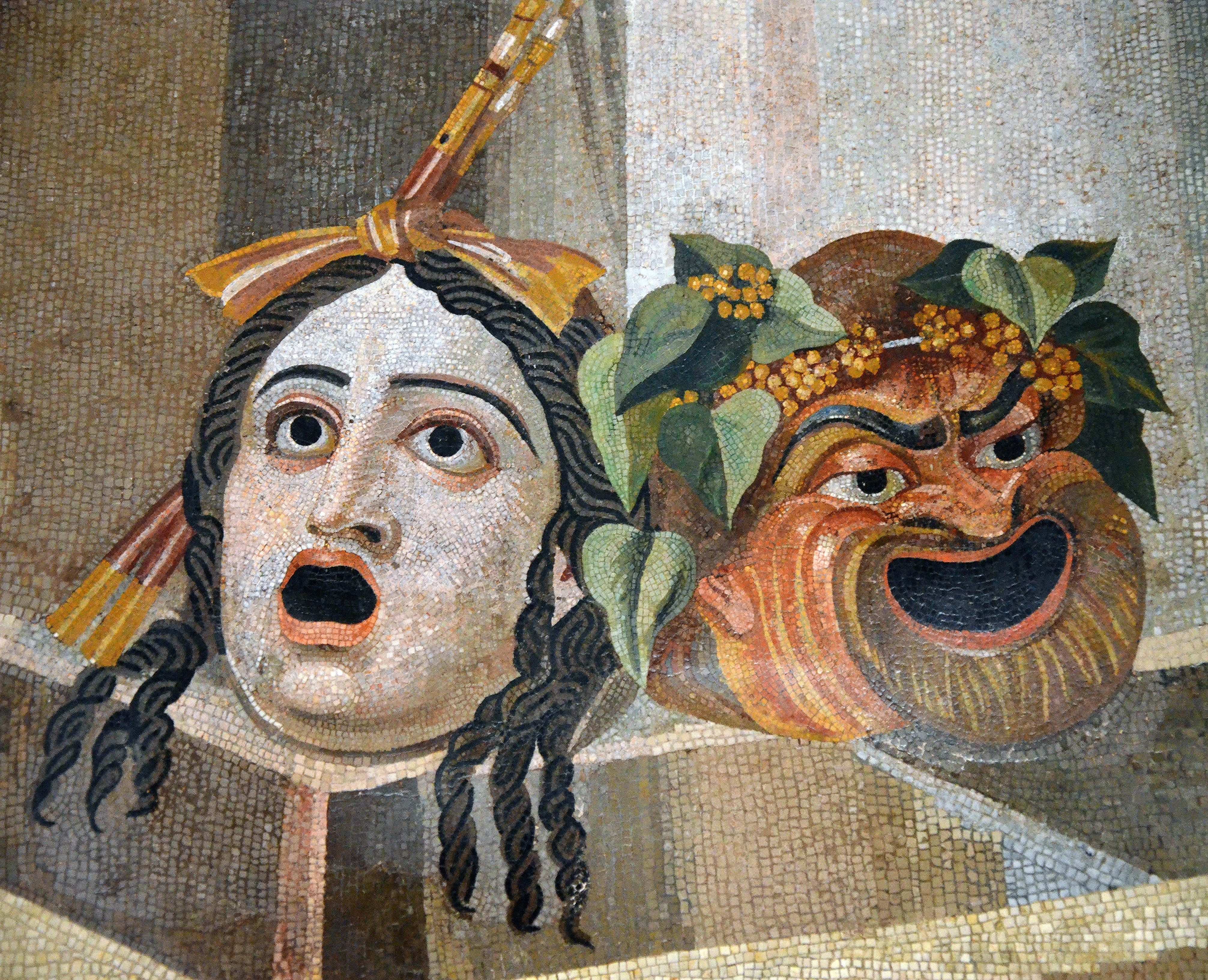
Mosaico romano del I secolo a.C. raffigurante le maschere tragica e comica (Roma, Musei Capitolini)

Lucio Pomponio (in latino Lucius Pomponius; Bologna, ... – ...; fl. 89 a.C.) è stato un commediografo romano.

## Biografia
(Lucio Pomponio, citazione in Seneca, Epistulae ad Lucilium, 3)
Nativo di Bologna, nella Gallia Transalpina (come afferma Macrobio) e attivo nell'età del dittatore Silla, Pomponio fu contemporaneo di Catullo ed è conosciuto come autore di atellane e parodie mitologiche.

## Togate
Della sua intera produzione rimangono 70 titoli e due centinaia di versi brevissimi e sparsi in opere di diversi autori, tra cui Seneca, Varrone, Aulo Gellio.
Questi i titoliː Adelphoe, Aedituus, Agamemnon, Agricola, Aleoni, Anulus posterior, Aruspex, Asinaria,Atellana,Atreus,Auctoratus,Augur,Bucco adoptatus,Campani, Capella, Citarista, Collegium, Concha, Conditiones, Cretula vel petitor, Decuma fullonis, Dives, Dotata, Ergastulum, Fratres, Fullo, Fullones,Galli transalpini, Heres Petitor, Hirnea, Lar familiaris, Leno, Lenocinia, Macci gemini, Maccus miles, Maccus sequester, Maccus virgo, Marsyas, Medicus, Munda, Nuptiae, Pannuccati, Pansa, Pappus, Pappus agricola, Pappus praeteritus, Parthi,Patruus, Philosophia, Pictores, Piscatores, Pistor, Pictor Gorgonius, Placenta, Porcaria, Porcetra, Portus, Praeco posterior, Praefectus morum, Prandium, Postribulum, Quinquatriae, Rusticus, Sarcularia, Satura, Synephebi, Syris, Vacca, Verniones, Verres aegrotus, Verres salvus.
Di dubbia autenticità erano Ariadne, Atalante e Sysiphos.
Con Quinto Novio, Pomponio diede dignità letteraria al genere dell'atellana, ricorrendo ad un linguaggio pittoresco ricco di doppi sensi e oscenità, abbondando con l'inserire massime moraleggianti apprezzate da molti filosofi come lo stesso Seneca, il quale ne riporta una nelle sue lettere all'amico Lucilio.